# The Specials
Pour l’article homonyme, voir The Specials (film).
The Specials est un groupe de musique britannique de ska formé en 1977 à Coventry (Angleterre)
autour du claviériste Jerry Dammers.

## Carrière
Formé en 1977 par Jerry Dammers, Lynval Golding et Horace Panter, le groupe s'est d'abord nommé The Automatics puis The Coventry Automatics. L'année suivante Terry Hall et Roddy Radiation rejoignent le groupe qui devient The Special AKA The Coventry Automatics puis finalement The Special AKA. Joe Strummer du groupe The Clash assiste à l'un de leurs concerts et les invite à faire la première partie de son groupe sur le On Parole UK Tour. Cette occasion donne à The Special AKA une publicité à un niveau national. En 1979, Dammers décide de créer son propre label, et 2 Tone Records voit le jour. Sur ce label, le groupe sort Gangsters, qui devient l'une des 10 meilleures ventes de 1979.
Le groupe commence alors à se vêtir dans un style mélangeant mod, rude-boy et skinhead dans des costumes à « deux tons » (symbolisant les deux couleurs de peaux des membres), qu'ils complètent d'accessoires de mode provenant de la fin des sixties. Leur premier LP, Specials, est produit par Elvis Costello. Too Much Too Young atteint la première place des charts britanniques, malgré la forte controverse concernant le texte qui encourage la contraception. Leur deuxième album More Specials connaît un succès moins grand malgré/à cause du recul de l'influence ska des premiers enregistrements. Cet album, plus expérimental, fait appel à des influences provenant de la pop, la new wave et le muzak. Le groupe a également expérimenté ce qu'on pourrait appeler du reggae psychédélique. On peut citer comme chanteuses ayant collaboré en tant que choristes sur les deux premiers albums : Chrissie Hynde, Rhoda Dakar ou certaines de The Go-Go's Belinda Carlisle, Jane Wiedlin et Charlotte Caffey.
Après que Ghost Town se soit placé à la première place des charts en 1981, Staple, Golding et Hall quittent le groupe. C'est le début de la fin pour 2 Tone Records,. Dammers engage alors Stab Campbell pour travailler sous le précédent nom du groupe Special AKA. L'album qui en résulte, In the studio, n'est pas un succès commercial, bien que Racist Friend et Nelson Mandela soient des tubes. Cette dernière chanson a contribué à faire du leadeur sud-africain une « cause célèbre » au Royaume-Uni. Dammers dissout ensuite le groupe pour se concentrer sur son action politique.

## Histoire récente
Après la dissolution de la formation originelle, la plupart des membres du groupe ont travaillé avec d'autres groupes et se sont reformés plusieurs fois pour faire des tournées ou enregistrer des projets ayant trait aux Specials. Malgré cela, il n'y a jamais de réunion complète de la formation initiale.
Dans les années 1980, Hall, Staple et Golding ont formé un groupe pop appelé Fun Boy Three qui a connu un certain succès avec des titres tels que Tunnel of Love, Our Lips Are Sealed (en) (reprise des Go-Gos), The Lunatics (Have Taken Over the Asylum) entre 1981 et 1983. Entre 1984 et 1987, Hall mit en avant The Colourfield avec quelques succès commerciaux. Après leur séparation, Hall poursuit une carrière solo, travaillant principalement dans la new wave, il a co-écrit plusieurs des premières sorties des Lightning Seeds.
En 1996, avec le regain d'intérêt pour le ska en Amérique du Nord, la plupart des Specials se sont réunis pour enregistrer Today's Specials, un album studio principalement composé de reprises de reggae et de ska. Ce projet a été suivi par la sortie, en 1998, d'un album original Guilty 'Til Proved Innocent. Le groupe a réalisé un nombre important de concerts à la suite de ces albums. Il faut noter l'absence des albums et des concerts de Terry Hall et Jerry Dammers. Le dernier album inclut des participations avec Tim Armstrong et Lars Frederiksen de Rancid.
Des rumeurs de reformation ont commencé à circuler en 2007 lorsque Terry Hall et Lynval Goldging ont interprété Gangsters avec Lily Allen au festival Glastonbury. En novembre 2008, vingt-cinq ans après avoir annoncé son départ des Specials, Terry Hall a confirmé son intention de réunir,, le groupe ska de Coventry sans Jerry Dammers, qui a qualifié le projet d' « escroquerie intellectuelle » et a publié une lettre ouverte dans le quotidien britannique The Guardian dans laquelle il explique les raisons de son exclusion.
Le 24 février 2010, à la Brixton Academy, le groupe – sans Dammers – reçoit un prix à la cérémonie des Shockwaves NME Awards pour « contribution exceptionnelle » à la musique.
En 2013, les Specials annoncent que Neville Staple quitte le groupe pour des raisons de santé.
En février 2014, Roddy Radiation, le guitariste soliste, quitte à son tour l'aventure. Il est remplacé par Matt McManamon, l'ancien chanteur/guitariste du groupe The Dead 60s.
En novembre 2014, le groupe célèbre le retour du ska par une série de concerts opérés par la reformation, dont celui du 30 novembre 2014 enregistré par la chaîne Arte au Bataclan.
En avril 2017, le groupe invite Saffiyah Khan en concert, elle qui portait un tee-shirt à leur effigie lors de son altercation à Birmingham face a Ian Crossland, le chef de file du mouvement English Defence League, groupuscule d'extrême droite anti-musulman.
Le 18 décembre 2022 le chanteur Terry Hall décède d'une pathologie foudroyante.

## Membres
- Terry Hall - chant (mort le 18/12/2022)[16]
- Lynval Golding - chant, guitare rythmique
- Neville Staple - chant, percussion
- Jerry Dammers - claviers
- Roddy Radiation - guitare solo
- Sir Horace Gentleman - basse
- John Bradbury - batterie
- Rico Rodriguez - trombone
- Dick Cuthell - trompette

## Discographie

### Albums studio
Specials (avec Terry Hall)
| Année | Titre                   | Charts UK | Temps passé dans les charts | Dates d'entrée & sortie charts |
| ----- | ----------------------- | --------- | --------------------------- | ------------------------------ |
| 1979  | Specials                | 4         | 48 semaines                 | 03/11/1979 - 06/10/2001        |
| 1980  | More Specials           | 5         | 20 semaines                 | 04/10/1980 - 21/02/1981        |
| 2019  | Encore                  | ...       | ...                         | ...                            |
| 2021  | Protest Songs 1924-2012 | ...       | ...                         | ...                            |

Special AKA
| Année | Titre         | Charts UK | Temps passé dans les charts | Dates d'entrée & sortie charts |
| ----- | ------------- | --------- | --------------------------- | ------------------------------ |
| 1984  | In the studio | 34        | 6 semaines                  | 23/06/1984 - 06/10/1984        |

Specials (sans Terry Hall)
| Année | Titre                         | Charts UK | Temps passé dans les charts | Dates d'entrée & sortie charts |
| ----- | ----------------------------- | --------- | --------------------------- | ------------------------------ |
| 1996  | Today's Specials              | ...       | ...                         | ...                            |
| 1998  | Guilty 'til proved innocent ! | ...       | ...                         | ...                            |
| 2000  | Skinhead girl                 | ...       | ...                         | ...                            |
| 2001  | Conquering ruler              | ...       | ...                         | ...                            |

### Compilations
- The Singles Collection (1991)
- Coventry Automatics Aka the Specials: Dawning of a New Era (1994)
- Too Much Too Young: The Gold Collection (1996)
- Concrete Jungle (1998)
- Best of The Specials (1999)
- Very Best of the Specials and Fun Boy Three  (2000)
- Ghost Town (2004)
- Stereo-Typical: A's, B's and Rarities (2005)
- Greatest Hits (2006)

### Singles
The Specials (avec Terry Hall)
| Année | Titre                 | Charts UK | Temps passé dans les charts | Dates d'entrée & sortie charts | Album         |
| ----- | --------------------- | --------- | --------------------------- | ------------------------------ | ------------- |
| 1979  | Gangsters             | 6         | 12 semaines                 | 28/07/1979 - 13/10/1979        | ...           |
| 1979  | A Message to You Rudy | 10        | 14 semaines                 | 27/10/1979 - 26/01/1980        | Specials      |
| 1980  | Too Much Too Young    | 1         | 10 semaines                 | 26/01/1980 - 29/03/1980        | Specials      |
| 1980  | Rat Race              | 5         | 9 semaines                  | 24/05/1980 - 19/07/1980        | More Specials |
| 1980  | Stereotype            | 6         | 8 semaines                  | 20/09/1980 - 08/11/1980        | More Specials |
| 1980  | Do Nothing            | 4         | 11 semaines                 | 13/12/1980 - 21/02/1981        | More Specials |
| 1981  | Ghost Town            | 1         | 14 semaines                 | 20/06/1981 - 19/09/1981        | ...           |

Special AKA
| Année | Titre                                         | Charts UK | Temps passé dans les charts | Dates d'entrée & sortie charts | Album         |
| ----- | --------------------------------------------- | --------- | --------------------------- | ------------------------------ | ------------- |
| 1982  | The Boiler                                    | 35        | 5 semaines                  | 23/01/1982 - 20/02/1982        | ...           |
| 1983  | War Crimes                                    | 84        | 2 semaines                  | 08/01/1983 - 15/01/1983        | In the Studio |
| 1983  | Racist Friend                                 | 60        | 3 semaines                  | 03/09/1983 - 17/09/1983        | In the studio |
| 1984  | Nelson Mandela                                | 9         | 10 semaines                 | 17/03/1984 - 19/05/1984        | In the Studio |
| 1984  | What I Like Most About You Is Your Girlfriend | 51        | 5 semaines                  | 01/09/1984 - 29/09/1984        | In the Studio |

The Specials (sans Terry Hall)
| Année | Titre     | Charts UK | Temps passé dans les charts | Dates d'entrée & sortie charts | Album            |
| ----- | --------- | --------- | --------------------------- | ------------------------------ | ---------------- |
| 1996  | Hypocrite | 66        | 1 semaine                   | 10/02/1996                     | Today's Specials |

## Crédits cinématographiques
- Seize Bougies pour Sam de John Hughes
- SLC Punk de James Merendino
- Snatch de Guy Ritchie
- Shaun of the Dead de Edgar Wright avec Ghost town
- Tueurs à gages de George Armitage
- Dingo et Max 2 : Les sportifs de l'extrême de Ian Harrowell et Douglas McCarthy
- This is England de Shane Meadows avec Do the dog
- La Nuit nous appartient de James Gray
- Publicité SFR de Bruno Aveillan avec Marcel Desailly